# Reencuentro (álbum de Álvaro Torres)
Reencuentro es el nombre del vigésimo álbum de estudio del cantautor y compositor salvadoreño Álvaro Torres, publicado en 1995 por la casa discográfica EMI.

## Listado de canciones
1. Reencuentro (con Barrio Boyzz) (5:00)
2. Al Acecho (4:12)
3. Tú Te lo Pierdes (3:47)
4. Chiquita Mía (3:49)
5. Mi Otro Yo (4:08)
6. Se Terminó (3:56)
7. Regresaré a la Cama (4:06)
8. ¡Ay Muñeca! (4:16)
9. ¡Por Ti, Todo! (4:11)
10. Voy a Buscar a Alguien (3:10)

Todas escritas por Álvaro Torres.
- Datos: Q6103381